# Julius von Bönninghausen

Julius von Bönninghausen

Julius von Bönninghausen (* 23. Dezember 1835 in Coesfeld; † 26. März 1889 in Bocholt) war Jurist und Mitglied des Deutschen Reichstags.

## Leben

### Herkunft und Familie
Julius von Bönninghausen wurde als Sohn der Eheleute Clemens August Franz Adolph von Bönninghausen (* 1793, † 1871) und Clara Agnes Henrica Rothmann (* 1798, † 1854) geboren. Er hatte eine Schwester und drei Brüder, darunter August Joseph, Arzt und Sanitätsrat.

### Beruflicher Werdegang
Bönninghausen studierte Rechtswissenschaften und war von 1866 bis 1879 Kreisgerichtsrat am Kreisgericht Dorsten und dann bis 1888 Amtsgerichtsrat am Amtsgericht Dorsten. Von 1877 bis 1885 war er Mitglied des Preußischen Abgeordnetenhauses und von 1878 bis 1884 war er Mitglied des Deutschen Reichstags für den Wahlkreis Münster 3 (Borken, Recklinghausen) und die Deutsche Zentrumspartei.